# Milady Horákové (Brno)
Ulice Milady Horákové je ulice v širším centru Brna. Je dlouhá cca 700 metrů. Její západní úsek leží v městské části Brno-střed a východní v části Brno-sever. Středem ulice prochází hranice katastrálních území Černá Pole a Zábrdovice.
Původně byla součástí ulice Francouzské, jako samostatná ulice byla zavedena roku 1939, kdy byla proražena nová komunikace z křižovatky s ul. Příční do ulice Merhautovy. Tím vzniklo přímé a pohodlné spojení z centra města do čtvrti Černá Pole a dále na sever (Lesná, Soběšice).
Ulice byla založena pod německým okupačním názvem Freiherr-von-Neurath-Strasse. Po osvobození roku 1945 byl provizorně vrácen název Francouzská, roku 1946 byla pak ulice nazvána Churchillovou na počest britského válečného premiéra. Po smrti Jana Masaryka roku 1948 byla ulice přejmenována na jeho počest, aby byla roku 1952 znovu přejmenována na třídu Říjnové revoluce. Tento název vytrval až do roku 1990, kdy byla ulice přezvána na počest Milady Horákové.
Ulice má velký význam pro spojení mezi centrem Brna a severovýchodem města. Záhy po vybudování průrazu do Merhautovy tudy byla postavena tramvajová trať do Černých Polí. V letech 2014-2015 byl povrch ulice kompletně rekonstruován. V současnosti (2018) tudy jezdí tramvajové linky 3, 5 a 9. Při horním konci ulice je Dětská nemocnice.